# حسین فرجی
عزت‌الله فرجی (زاده ۱ بهمن ۱۳۲۹ در خرم‌آباد – درگذشته ۲۸ اردیبهشت ۱۳۹۷ در تهران) معروف به حسین فرجی، خواننده ایرانی بود. وی فعالیت خود را با خواندن آهنگ‌های محلی لری آغاز کرد و در ۲۸ اردیبهشت ماه ۱۳۹۷ درگذشت. همسر او زهرا ریاحی فرزند فتح الله ریاحی آهنگساز ایرانی و سازنده ترانه معروف باباکرم است.
دختر او به اسم مریم و پسرش به اسم امیرحسین ملقب به ماهور خواننده و نوازنده دف و چند ساز دیگر است.

## زندگی

تصویری از آلبوم عزت‌الله فرجی

وی در ۱ بهمن ۱۳۲۹ خورشیدی در خیابان ۱۷ شهریور فعلی در محله پشت گرداب سنگی خرم‌آباد چشم به جهان گشود.
فرجی کارمند کشتیرانی و برق، خواننده بی‌سیم خرم‌آباد و رادیو تهران، اجراهای رادیویی و تلویزیونی و صحنه‌ای در داخل و خارج کشور داشته‌است. صدای او را در صفحه‌های آه سرد، قطار و نوار کاست و لوح‌های گل شادی، ستاره، هی نار و سنگ خارا می‌توان شنید.

## آموزش
فرجی به دلیل صدای گرم خود از دوران مدرسه شروع به خواندن ترانه‌های محلی لری کردی و برای یادگیری اصول خوانندگی به تهران آمد و زیر نظر استاد اسماعیل مهرتاش فعالیت کرد..

## اولین اجرا
برای نخستین بار در سال ۱۳۴۳ به همتعلی سالم معرفی شد و آهنگ دایه دایه را در رادیو خرم‌آباد اجرا کرد.
فرجی در سال ۱۳۴۶ در سن ۱۷ سالگی نخستین ترانه خود را با نام شوِ سال که ترانه و موسیقی آن را خود وی نوشته بود؛ و در همان سال ترانه معروف شیپورچی را خواند.

## ترانه‌ها
از ترانه‌های خاطره‌انگیز فرجی می‌توان به شیپورچی، دایه دایه، شوِ سال، کینه، مادر، مسافر کویت، مرغ اسیر، تویی بهارم، سُزه سُزه، پاپی سلیمانی، کرمی و کوش‌طلا را برشمرد. برخی از ترانه‌های وی مانند ستاره، سنگ خارا، هی نار و گل شادی آلبوم شد. فرجی بسیاری از آهنگ‌های فارسی را هم به شکل غزل خوانده‌است. آهنگ معروف بارو بارو هم مربوط به ایشان می‌باشد. فرجی پس از پیروزی انقلاب اسلامی نیز ۳ اثر با عناوین گل شادی، سنگ خارا و ایثار را به علاقه‌مندان موسیقی لرستان تقدیم کرد. وی  در حدود ۴۰۰ اثر (آهنگ ترانه و غزل) از قبل تا بعد از انقلاب داشتند.
او در سال۴۳ برای اولین بار آهنگ دایه دایه را از رادیو خرم آباد که یک رادیوی محلی بود خواند.

## درگذشت
وی در روز ۲۸ اردیبهشت ۱۳۹۷ در سن ۶۸ سالگی در گذشت و سپس در روز یکشنبه ۳۰ اردیبهشت در قطعه ۸۸، ردیف ۱۲۱، شماره ۵۳۲ بهشت زهرای تهران به خاک سپرده شد.

ایشان از بیماری قند و کبد چرب رنج میبردند و علت فوت حسین فرجی با تشخیص پزشک سکته قلبی بوده است. 
1. ↑  «نسخه آرشیو شده». بایگانی‌شده از اصلی در ۱۹ مه ۲۰۱۸. دریافت‌شده در ۱۹ مه ۲۰۱۸.
2. ↑  https://www.borna.news/بخش-استان-ها-11/708746-حسین-فرجی-خواننده-آهنگهای-شوسال-بارو-بارو-درگذشت
3. ↑  «نسخه آرشیو شده». بایگانی‌شده از اصلی در ۱۹ مه ۲۰۱۸. دریافت‌شده در ۱۹ مه ۲۰۱۸.
4. ↑  http://golvani.ir/1397/02/حسین-فرجی-خواننده-ترانه-بارو-بارو-درگذ/
5. ↑  http://www.ghatreh.com/news/nn42654158/عزت-الله-حسین-فرجی-درگذشت
6. ↑  «خلاصه ای از زندگینامه زنده یاد استاد حسین فرجی اسطوره موسیقی لرستان به مناسبت سومین سالروز درگذشت وی». www.pejvakelorestan.ir. دریافت‌شده در ۲۰۲۳-۰۳-۰۲.
7. ↑  «خاک‌سپاری غریبانه خواننده سرشناس». وبگاه خبرآنلاین. ۳۰/2/۹۷. تاریخ وارد شده در |تاریخ= را بررسی کنید (کمک)
8. ↑  «خواننده ترانه معروف «دایه دایه وقت جنگه» درگذشت». کیهان لندن.